# سرطان رحم

مرگ ناشی از سرطان رحم در هر ۱۰۰ هزار نفر در دنیا در سال 2004
no data
less than 0.5
0.5-1
1-1.5
1.5-2
2-2.5
2.5-3
3-3.5
3.5-4
4-4.5
4.5-5
5-8
more than 8

سرطان رحم اقسام مختلفی دارد. سرطان گردن رحم و سرطان مخاط رحم از نمونه‌های سرطان این اندام هستند.